# Sint-Niklaaskerk (Putte)

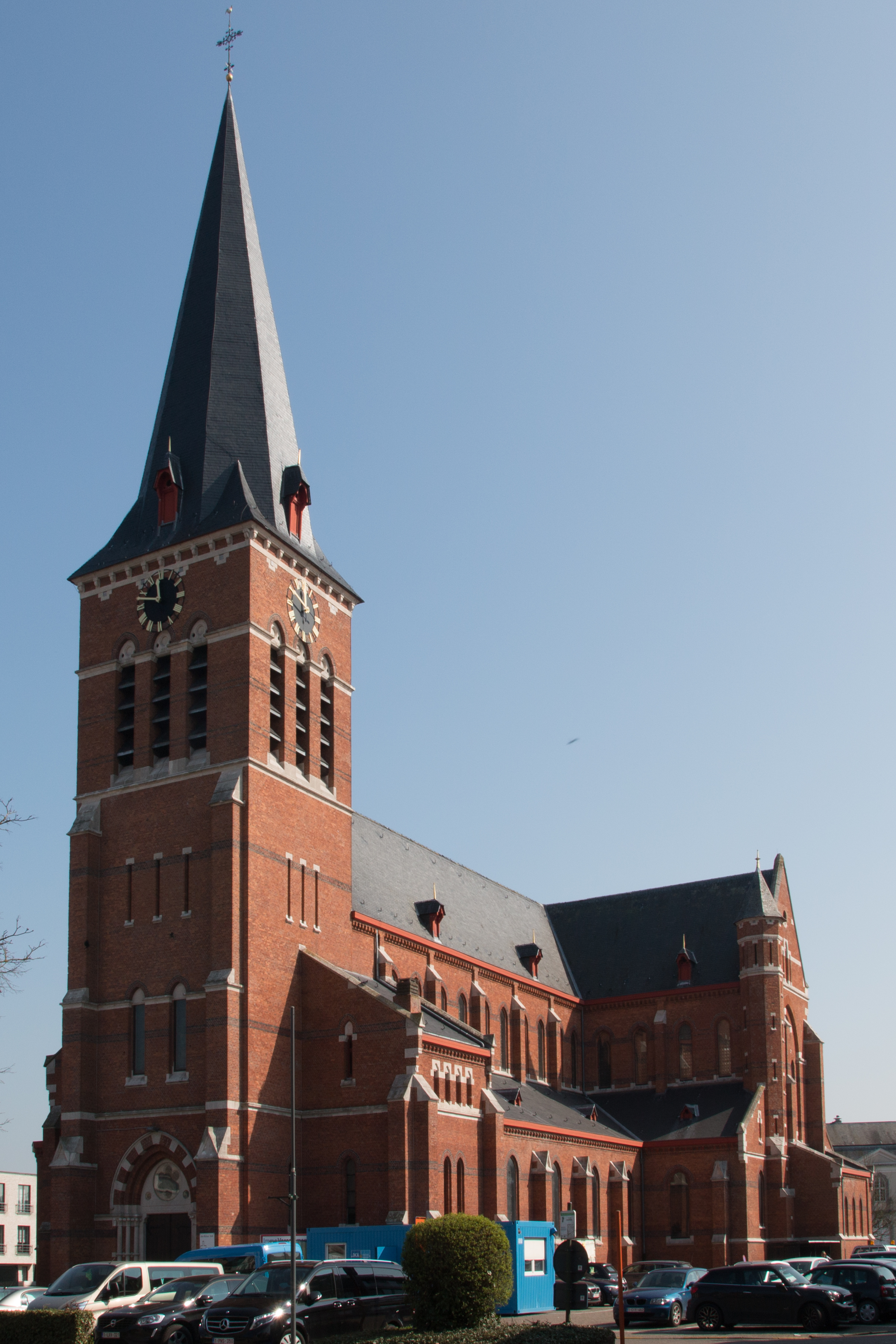
Sint-Niklaaskerk

De Sint-Niklaaskerk is de parochiekerk van de Antwerpse plaats Putte, gelegen aan de Lierbaan.

## Geschiedenis
In 1265 werd de parochie Sint-Niklaas-Waver erkend door de bisschop van Kamerijk. Tijdens de godsdiensttwisten (eind 16e eeuw) ging het archief van de kerk verloren. Van 1612-1614 werd een nieuwe toren gebouwd en in de 18e eeuw werden zijbeuken toegevoegd.
In 1891-1894 werd de kerk vervangen door een neogotisch bouwwerk naar ontwerp van Léonard Blomme.

## Gebouw
Het betreft een georiënteerde driebeukige kruisbasiliek die uitgevoerd werd in baksteen. De halfingebouwde westtoren heeft vijf geledingen en een ingesnoerde naaldspits. Het koor is zevenzijdig afgesloten.

## Interieur
De kerk bezit 16e-eeuwse houten beelden van respectievelijk Onze-Lieve-Vrouw (afkomstig uit de Bremkapel) en de Heilige Wivina (afkomstig uit de Sint-Niklaaskapel). Er is een 18e-eeuwse kerkmeestersbank. Het orgel is van 1891 en werd aangemaakt door de firma Stevens.
Het overige kerkmeubilair stamt van omstreeks 1900.